# Olivia Dahl
Olivia Dahl (Christiania, 1873 - Fargo (North Dakota), mei 1930) was een Noors zangeres. Haar stembereik was mezzosopraan. Ze zong voornamelijk liederen.
Ze werd geboren binnen het gezin van advocaat aan het Hooggerechtshof Hans Stenbloch Dahl (1842-1929) uit Holla en Oline Ihle uit Furnes. Ze was het tweede kind binnen dat huwelijk. Ze kreeg een deel van haar muzikale opleiding van Désirée Artôt. Ze werd na concerten in Oslo geroemd in Dagsavia; Er zijn (te) veel zangeressen, maar er is maar één Olivia Dahl. Ze emigreerde naar de Verenigde Staten. In de Verenigde Staten liet ze zich begeleiden door Gina Smith, waarbij de James Blüthner-piano werd geleverd door Dahl. Dahl en Smith gaven een concert in San Francisco de avond voor de grote aardbeving in 1906 aldaar. 
In 1915 huwde ze met William Ballou in Spokane. Ballou was toen predikant in Fargo bij de Unitaristen en muziekcriticus bij de plaatselijke krant. Gezien haar grove bouw, ze was circa 1,80 meter, noemde men haar vanaf toen "Madame Ballou". William Ballou kocht de kerk waarin hij preekte en bouwde hem om tot een geluidsstudio voor zijn vrouw. Vanaf 1925 gaf ze regelmatig les aan het  Concordia College in Moorhead, Minnesota (Fargo en Moorhead zijn grensplaatsen). Olivia overleed in 1930 aan een ziekte aan de galblaas, haar man overleed in 1941.
Enkele concerten:
- 22 februari 1896, een concert onder de vleugels van Gustav Lange
- 18 september 1897, een concert onder de veluegels van Arve Arvesen en Erika Nissen
- 25 oktober 1898 met Agathe Backer-Grøndahl; programma met werken van die componiste/pianiste
- 8 september 1902 met Martin Knutzen met onder andere liederen van Agathe Backer-Grøndahl en Johan Backer Lunde
- mei 1904: Parijs
- april 1906; San Francisco  met liederen van Grieg en Zweedse componisten
- november/december 1906 Marysville in Washington
- 29 april 1909 in het Harnois Theater in Missoula met aanbeveling door Edvard Grieg (uit 1904)
- oktober 1909 Spokane

Agathe Backer-Grøndahl zou haar Mor synger opus 52 aan haar opdragen.